# Juan Carlos Villamayor
Juan Carlos Villamayor (ur. 5 marca 1969) – były paragwajski piłkarz, reprezentant kraju.

## Kariera reprezentacyjna
W reprezentacji Paragwaju zadebiutował w 1993. W reprezentacji Paragwaju występował w latach 1993-1997. W sumie w reprezentacji wystąpił w 18 spotkaniach.

## Statystyki
| Reprezentacja Paragwaju | Reprezentacja Paragwaju | Reprezentacja Paragwaju |
| Rok                     | Mecze                   | Gole                    |
| ----------------------- | ----------------------- | ----------------------- |
| 1993                    | 2                       | 0                       |
| 1994                    | 0                       | 0                       |
| 1995                    | 8                       | 2                       |
| 1996                    | 2                       | 1                       |
| 1997                    | 6                       | 0                       |
| Razem                   | 18                      | 3                       |